# 綿陽南郊空港
綿陽南郊空港 (中国語: 绵阳南郊机场, 英語: Mianyang Nanjiao Airport) は、中華人民共和国四川省綿陽市涪城区にある空港である。

## 概要
1943年、綿陽市中心部から4km北方に軍用の綿陽塘汛空港 (中国語: 绵阳塘汛机场) が建設された。1965年には民間便の供用が開始された。
1994年、綿陽市中心部から南方10kmの場所に新空港が計画され、1997年7月に建設が開始、2001年4月28日に開港した。旅客ターミナルビルは26,000平方メートルであり、四川省では成都双流国際空港に次いで利用者が多い空港である。
中国民用航空飛行学院綿陽分院が設置されており、パイロット育成が行われている。

## 就航地
- 四川航空 : 南京、杭州、鄭州、ラサ、麗江、西双版納、長沙、西昌、ハルビン
- 雲南祥鵬航空 : 昆明、南京、鄭州、西双版納、大理、天津、南寧、銀川、掲揚
- 春秋航空 : 上海浦東、昆明、石家荘、寧波、瀋陽、揚州
- チベット航空 : 南京、杭州、ラサ、長沙、南昌
- 中国南方航空 : 広州、 深圳、ウルムチ
- 中国国際航空 : 北京首都、フフホト
- 深圳航空 : 深圳、鄭州、長春
- 中国東方航空 : 南京、寧波、合肥
- 上海航空 : 上海浦東
- 廈門航空 : 長沙、福州、武漢、泉州
- 長竜航空 : 杭州、蘭州
- 金鵬航空 : 済南、合肥
- 山東航空 : 済南、麗江、桂林
- 河北航空 : 石家荘、温州
- 奥凱航空 : 天津、張家界
- ウルムチ航空 : ウルムチ、海口
- 海南航空 : 海口、蘭州

2019年10月現在

## 空港アクセス
- 空港バス[4]
  - 301路 平政汽車站
  - 302路 温州商貿広場
  - 303路 火車客站（中国語版）
- タクシー